# Kleszczewo (gmina)
Pour les articles homonymes, voir Kleszczewo.
Kleszczewo est une gmina rurale du powiat de Poznań, Grande-Pologne, dans le centre-ouest de la Pologne. Son siège est le village de Kleszczewo, qui se situe environ 20 km à l'est de la capitale régionale Poznań.
La gmina couvre une superficie de 74,77 km2 pour une population de 6 003 habitants en 2009.

## Géographie

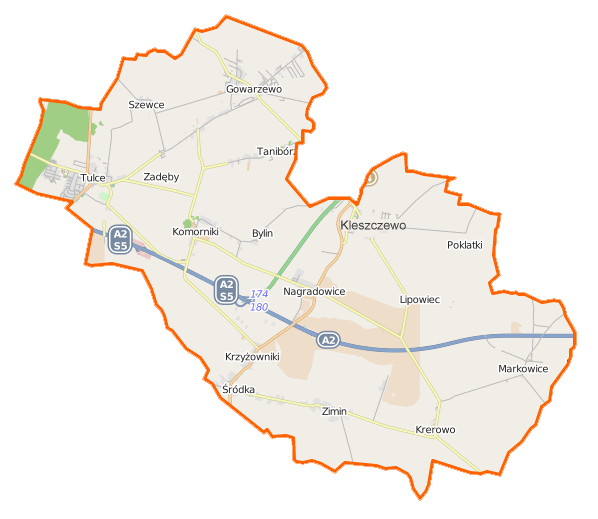
Plan de la gmina.

Outre le village de Kleszczewo, la gmina inclut les villages et les localités de:
- Bugaj
- Bylin
- Gowarzewo
- Komorniki
- Krerowo
- Krzyżowniki
- Markowice
- Nagradowice
- Poklatki
- Śródka
- Szewce
- Tanibórz
- Tulce
- Zimin

### Gminy voisines
La gmina de Kleszczewo est bordée :
- des gminy de :
  - Kórnik
  - Kostrzyn
  - Środa Wielkopolska
  - Swarzędz
- de la ville de :
  - Poznań

## Structure du terrain
D'après les données de 2002, la superficie de la commune de Kleszczewo est de 74,77 km², répartis comme tel :
- terres agricoles : 90%
- forêts : 2%

La commune représente 3,94% de la superficie du powiat.

## Démographie
Données du 31 décembre 2009 :
| Description        | Total  | Total | Femmes | Femmes | Hommes | Hommes |
| ------------------ | ------ | ----- | ------ | ------ | ------ | ------ |
| Unité              | Nombre | %     | Nombre | %      | Nombre | %      |
| population         | 6 003  | 100   | 3 073  | 51,2   | 2 930  | 48,8   |
| Densité (hab./km²) | 80     | 80    | 41     | 41     | 39     | 39     |